# Frank Booth (Schwimmer)
Frank Ewen Booth (* 4. Oktober 1910 in Los Angeles, Kalifornien; † 1. Dezember 1980 in Newport Beach, Kalifornien) war ein Schwimmer aus den Vereinigten Staaten, der eine olympische Silbermedaille gewann.

## Karriere
Frank Booth vom Hollywood Athletic Club erschwamm 1929 und 1931 den amerikanischen Meistertitel mit der 4-mal-200-Meter-Staffel, einen Einzeltitel gewann er nie.
Bei den Olympischen Spielen 1932 in Los Angeles erkämpfte die 4-mal-200-Meter-Freistilstaffel der Vereinigten Staaten in der Besetzung Frank Booth, George Fissler sowie Maiola Kalili und Manuella Kalili die Silbermedaille hinter der japanischen Staffel.
Frank Booth blieb auch später als Schwimmer aktiv und stellte verschiedene Rekorde in seiner jeweiligen Altersklasse auf.
Nach seinem Studium an der Stanford University war Booth zunächst in einer Ingenieurfirma tätig. Später betrieb er eine Avocado-Farm in Laguna Beach, gründete eine Investitionsfirma und danach eine Beratungsfirma. 